# Piotr Tutak
Piotr Tutak (ur. 28 maja 1969 we Frysztaku) – polski polityk, urzędnik, przedsiębiorca, w latach 2005–2007 sekretarz stanu w Kancelarii Prezesa Rady Ministrów.

## Życiorys
Ukończył studia w Instytucie Nauk Politycznych Uniwersytetu Pedagogicznego w Krakowie, a także studia podyplomowe z zakresu administracji publicznej na Uniwersytecie Jagiellońskim, zarządzania w Szkole Głównej Handlowej oraz samorządu terytorialnego na Uniwersytecie Warszawskim. Od 1998 do 2001 pracował w Departamencie Reform Ustrojowych Państwa KPRM, a następnie w Kancelarii Sejmu oraz w PKO BP.
W 2001 był także doradcą ministra kultury i dziedzictwa narodowego Kazimierza Michała Ujazdowskiego. Zasiadł w radzie politycznej Przymierza Prawicy, w latach 2001–2005 był dyrektorem klubu parlamentarnego Prawa i Sprawiedliwości w Sejmie IV kadencji. W wyborach samorządowych w 2002 bez powodzenia ubiegał się o mandat radnego sejmiku mazowieckiego z listy PiS. Od 31 października 2005 do 12 marca 2007 pełnił funkcję sekretarza stanu w Kancelarii Prezesa Rady Ministrów, od 8 listopada 2005 jednocześnie jako zastępca szefa KPRM. W 2006 był pełniącym obowiązki prezesa Rządowego Centrum Studiów Strategicznych. W 2008 został prezesem zarządu spółki akcyjnej, a w 2011 ekspertem Fundacji Republikańskiej.
W 2016 objął stanowisko prezesa zarządu spółki EuRoPol Gaz, które zajmował do 2024. W 2021 został członkiem rady nadzorczej przedsiębiorstwa Tauron Polska Energia, a następnie przewodniczącym tego gremium. W 2024 został odwołany ze składu rady nadzorczej Tauronu.